# Avernus Cavi
Gli Avernus Cavi sono una formazione geologica della superficie di Marte.